# Ячменёв, Григорий Егорович
Григо́рий Его́рович Ячменёв (27 декабря 1914 (9 января 1915) — 12 апреля 1991) — участник Великой Отечественной войны, Герой Советского Союза (1943).

## Биография
Родился в крестьянской семье. Рано осиротел, в возрасте двух лет потерял отца, в восемь — стал круглым сиротой. Воспитывался в семье тётки.
Окончил четыре класса начальной школы. Работал конюхом в колхозе, коногоном на руднике в городе Асбесте, плотником в Комсомольске-на-Амуре.
С 1938 года работал в пилоправом Боготольском леспромхозе.
В 1942 году призван в ряды Красной Армии. Принимал участие в боях под Харьковом, Киевом, Львовом, участник форсирования Днепра. Сержант, командир миномётного расчёта 69-й механизированной бригады 9-го механизированного корпуса 3-й гвардейской танковой армии Воронежского фронта.
25 сентября 1943 года отличился при форсировании Днепра в районе села Трахтемиров Каневского района Киевской области (ныне в Черкасском районе Черкасской области). Был удостоен звания Героя Советского Союза.
Участвовал в освобождении Правобережной Украины, Белоруссии, Польши. При форсировании Вислы получил сильную контузию. После шестимесячного лечения в госпитале, в 1944 году, демобилизовался из армии. Работал в Боготольском леспромхозе. С 1967 года жил в Красноярске.
Похоронен на Бадалыкском кладбище.

## Награды
- Медаль «Золотая Звезда» Героя Советского Союза;
- орден Ленина;
- орден Отечественной войны I степени;
- орден Красной Звезды;
- медали.